# 黑尔克斯海姆
黑尔克斯海姆是德国莱茵兰-普法尔茨州的一个市镇。总面积29.12平方公里，总人口10440人，其中男性5097人，女性5343人（2011年12月31日），人口密度359人/平方公里。